# Sweetheart
Sweetheart és una pel·lícula britànica sobre el pas a la majoria d'edat escrita i dirigida per Marley Morrison en el seu debut al com a directora de llargmetratges. Es va estrenar al Festival de Cinema de Glasgow del 2021, on va guanyar el Premi del Públic. Distribuïda per Peccadillo Films, la pel·lícula es va estrenar a les sales de cinema el 24 de setembre de 2021. El rodatge principal va tenir lloc l'any 2019 i va acabar aquell octubre. S'ha doblat i subtitulat al català.

## Repartiment
- Nell Barlow com a AJ
- Jo Hartley com a Tina
- Ella-Rae Smith com a Isla
- Sophia Di Martino com a Lucy
- Samuel Anderson com a Steve
- Tabitha Byron com a Dana